# Ristkalvane
Ristkalvane är en kulle i Antarktis. Den ligger i Östantarktis. Norge gör anspråk på området. Toppen på Ristkalvane är 1 808 meter över havet, eller 64 meter över den omgivande terrängen. Bredden vid basen är 1,2 km.
Terrängen runt Ristkalvane är platt norrut, men söderut är den kuperad. Trakten är obefolkad. Det finns inga samhällen i närheten. 